# Есек'єль Мартінес Естрада
Есек'єль Марті́нес Естра́да (ісп. Ezequiel Martínez Estrada; нар. 14 вересня 1895, Сан-Хосе-де-ла-Ескіна — пом. 4 листопада 1964, Баїя-Бланка) — аргентинський письменник, літературознавець, педагог.

## Біографія
Народився 14 вересня 1895 року в Сан-Хосе-де-ла-Ескіна (провінція Санта-Фе, Аргентина). У 1924—1946 роках був професором літератури в університетах Ла-Плати, і з 1956 року в університеті Баїя-Бланки. У 1944—1945 роках — президент Спілки письменників Аргентини.
Останні роки життя провів на Кубі. Помер 4 листопада 1964 року в Баїя-Бланці. Похований на цвинтарі Баїя-Бланки.

## Творчість
Виступив з поетичними збірками:
- «Золото і камінь» (1918);
- «Мотиви неба» (1924);
- «Аргентина» (1927);
- «Легконогі маріонетки» (1929).

З 1930-х років звернувся до науково-художньої публіцистики і літературної критики. Автор есе «Рентгеноскопія пампи» (1933), де дав пройнятий песимізмом художній аналіз аргентинської дійсності. Привсятив книги діячам аргентинської культури:
- «Сарм'єнто» (1946);
- «Панорама літератури» (1946);
- «Смерть і перетворення Мартіна Ф'єрро» (1947, про поезію Х. Ернандеса);
- «Дивосвіт Гільєрмо Хадсона» (1951);
- «Брат Кірога» (1957).

На Кубі написав книги «Сім'я Марті» (1962), збірку«На Кубі, на службі революції» (1963).